# Nocowiórek latający
Nocowiórek latający (Biswamoyopterus biswasi) – gatunek ssaka z rodziny wiewiórkowatych (Sciuridae). Gatunek znany jest wyłącznie z typowej lokalizacji na zachodnich zboczach gór Patkaj położonych na pograniczu Indii. Czerwona księga gatunków zagrożonych Międzynarodowej Unii Ochrony Przyrody określa nocowiórka latającego jako gatunek krytycznie zagrożony wyginięciem (critically endangered – CR).